# Mark Hughes (voetballer)
Leslie Mark Hughes (Wrexham (Wales), 1 november 1963) is een Welsh voetbalcoach en voormalig voetballer die het grootste deel van zijn actieve carrière doorbracht bij Manchester United. Hughes was voornamelijk een centrumspits.

## Clubcarrière

### Begin
In het seizoen 1983/1984 kwam Hughes voor het eerst in actie voor Manchester, in dat seizoen maakte hij 4 treffers in 11 wedstrijden, het jaar erop maakte hij er 6 en had daar 38 wedstrijden voor nodig. In het seizoen 1985/1986 liet de spits zien dat hij goed scoren kon, 17 maal trof hij doel, in 40 wedstrijden.

### Buitenland
Het was FC Barcelona dat €3.000.000 neerlegde om de Welshman aan zich te binden. Hughes maakte in het seizoen 1986/1987 slechts 4 treffers in de Primera División, daar had hij 28 wedstrijden voor nodig. Het magere scoren van Hughes was de reden dat Barça hem het jaar erop verhuurde aan Bayern München. In de Bundesliga kwam hij tot 6 doelpunten uit 18 wedstrijden.

### Rentree
In het seizoen 1988/1989 was er de terugkeer van Hughes in de Premier League. Bij zijn oude club Manchester United kwam hij weer tot scoren en hij legde er tussen 1988/1989 en 1994/1995 82 in en had daar 256 wedstrijden voor nodig. Bovendien scoorde Hughes tweemaal in de Europa Cup II-finale van 1991, nota bene tegen zijn oude club FC Barcelona. In 1995 verkaste hij naar Chelsea, waar hij er in 3 seizoenen 25 goals scoorde (95 wedstrijden). Volgend station in de loopbaan van Hughes was Southampton. In het eerste seizoen daar, 1998/1999, maakte hij in 32 wedstrijden slechts 1 goal. Toen hij in het seizoen erna 20 wedstrijden evenveel had gemaakt, werd hij verkocht aan Everton FC. In Liverpool maakte hij er in 9 wedstrijden weer maar 1. In de eerste helft van het seizoen erna kwam de spits helemaal niet tot scoren. Na 10 wedstrijden vertrok hij naar Blackburn Rovers, waar hij dat seizoen 29 wedstrijden zou spelen, en daarin 1 keer scoorde. Zijn laatste seizoen (bij Blackburn), 2001/2002, bracht hem tot 5 goals, in 21 wedstrijden. In zijn gehele carrière maakte de Welshman 163 goals in 607 wedstrijden.

## Erelijst
- Europacup II: 1990/91
- UEFA Super Cup: 1991
- Premier League: 1992/93, 1993/94
- FA Cup: 1984/85, 1989/90, 1993/94
- EFL Cup: 1991/92, 1997/98, 2001/02
- FA Charity Shield: 1990 (gedeeld), 1993, 1994

## Interlandcarrière
Hughes kwam 72 keer uit voor zijn vaderland, waarin hij 16 keer scoorde. Hij maakte zijn debuut op woensdag 2 mei 1984 tegen Engeland en maakte na zeventien minuten zijn eerste interlandgoal. Hughes vormde in dat duel in Wrexham een aanvalskoppel met Ian Rush.

### Interlandgoals
| Interlanddoelpunten | Interlanddoelpunten | Interlanddoelpunten | Interlanddoelpunten       | Interlanddoelpunten | Interlanddoelpunten | Interlanddoelpunten | Interlanddoelpunten       |
| #                   | Datum               | Locatie             | Wedstrijd                 | Goal(s)             | Score               | Uitslag             | Wedstrijd                 |
| ------------------- | ------------------- | ------------------- | ------------------------- | ------------------- | ------------------- | ------------------- | ------------------------- |
| 1                   | 02/05/1984          | Wrexham             | Wales – Engeland          | 17'                 | 1 – 0               | 1 – 0               | British Home Championship |
| 2                   | 22/05/1984          | Swansea             | Wales – Noord-Ierland     | 51'                 | 1 – 0               | 1 – 1               | British Home Championship |
| 3                   | 22/05/1984          | Cardiff             | Wales – IJsland           | 62'                 | 2 – 1               | 2 – 1               | WK-kwalificatie           |
| 4                   | 30/04/1985          | Wrexham             | Wales – Spanje            | 53'                 | 2 – 0               | 3 – 0               | WK-kwalificatie           |
| 5                   | 05/06/1985          | Bergen              | Noorwegen – Wales         | Goal                | 4 – 2               | 4 – 2               | Vriendschappelijk         |
| 6                   | 10/09/1985          | Cardiff             | Wales – Schotland         | 13'                 | 1 – 0               | 1 – 1               | WK-kwalificatie           |
| 7                   | 09/09/1987          | Cardiff             | Wales – Denemarken        | 23'                 | 1 – 0               | 1 – 0               | EK-kwalificatie           |
| 8                   | 01/06/1988          | Ta' Qali            | Malta – Wales             | 53'                 | 2 – 2               | 2 – 3               | Vriendschappelijk         |
| 9                   | 17/10/1990          | Cardiff             | Wales – België            | 87'                 | 3 – 1               | 3 – 1               | EK-kwalificatie           |
| 10                  | 14/10/1992          | Limassol            | Cyprus – Wales            | 51'                 | 0 – 1               | 0 – 1               | WK-kwalificatie           |
| 11                  | 17/02/1993          | Dublin              | Ierland – Wales           | 18'                 | 0 – 1               | 2 – 1               | Vriendschappelijk         |
| 12                  | 28/04/1993          | Ostrava             | Tsjecho-Slowakije – Wales | 31'                 | 0 – 1               | 1 – 1               | WK-kwalificatie           |
| 13                  | 02/06/1993          | Serravalle          | San Marino – Wales        | 32'                 | 0 – 2               | 0 – 5               | WK-kwalificatie           |
| 14                  | 02/06/1993          | Serravalle          | San Marino – Wales        | 42'                 | 0 – 3               | 0 – 5               | WK-kwalificatie           |
| 15                  | 31/08/1996          | Cardiff             | Wales – San Marino        | 25'                 | 2 – 0               | 6 – 0               | WK-kwalificatie           |
| 16                  | 31/08/1996          | Cardiff             | Wales – San Marino        | 54'                 | 5 – 0               | 6 – 0               | WK-kwalificatie           |

## Trainerscarrière

#### Wales
Al in 1999/2000 begon Hughes met zijn trainersloopbaan. Hij was coach van het nationale team van Wales, waar hij vier seizoenen aanbleef (41 duels).
| Interlands Wales onder leiding van bondscoach Mark Hughes | Interlands Wales onder leiding van bondscoach Mark Hughes | Interlands Wales onder leiding van bondscoach Mark Hughes | Interlands Wales onder leiding van bondscoach Mark Hughes | Interlands Wales onder leiding van bondscoach Mark Hughes | Interlands Wales onder leiding van bondscoach Mark Hughes |
| №                                                         | Datum                                                     | Plaats                                                    | Wedstrijd                                                 | Uitslag                                                   | Competitie                                                |
| --------------------------------------------------------- | --------------------------------------------------------- | --------------------------------------------------------- | --------------------------------------------------------- | --------------------------------------------------------- | --------------------------------------------------------- |
| 1                                                         | 04.09.1999                                                | Minsk                                                     | Wit-Rusland – Wales                                       | 1 − 2                                                     | EK-kwalificatie                                           |
| 2                                                         | 09.10.1999                                                | Wrexham                                                   | Wales – Zwitserland                                       | 0 − 2                                                     | EK-kwalificatie                                           |
| 3                                                         | 23.02.2000                                                | Doha                                                      | Qatar – Wales                                             | 0 − 1                                                     | Oefeninterland                                            |
| 4                                                         | 29.03.2000                                                | Cardiff                                                   | Wales – Finland                                           | 1 − 2                                                     | Oefeninterland                                            |
| 5                                                         | 23.05.2000                                                | Cardiff                                                   | Wales – Brazilië                                          | 0 − 3                                                     | Oefeninterland                                            |
| 6                                                         | 02.06.2000                                                | Chaves                                                    | Portugal – Wales                                          | 3 − 0                                                     | Oefeninterland                                            |
| 7                                                         | 02.09.2000                                                | Minsk                                                     | Wit-Rusland – Wales                                       | 2 − 1                                                     | WK-kwalificatie                                           |
| 8                                                         | 07.10.2000                                                | Cardiff                                                   | Wales – Noorwegen                                         | 1 − 1                                                     | WK-kwalificatie                                           |
| 9                                                         | 11.10.2000                                                | Warschau                                                  | Polen – Wales                                             | 0 − 0                                                     | WK-kwalificatie                                           |
| 10                                                        | 24.03.2001                                                | Jerevan                                                   | Armenië – Wales                                           | 2 − 2                                                     | WK-kwalificatie                                           |
| 11                                                        | 28.03.2001                                                | Cardiff                                                   | Wales – Oekraïne                                          | 1 − 1                                                     | WK-kwalificatie                                           |
| 12                                                        | 02.06.2001                                                | Cardiff                                                   | Wales – Polen                                             | 1 − 2                                                     | WK-kwalificatie                                           |
| 13                                                        | 06.06.2001                                                | Kyiv                                                      | Oekraïne – Wales                                          | 1 − 1                                                     | WK-kwalificatie                                           |
| 14                                                        | 01.09.2001                                                | Cardiff                                                   | Wales – Armenië                                           | 0 − 0                                                     | WK-kwalificatie                                           |
| 15                                                        | 05.09.2001                                                | Oslo                                                      | Noorwegen – Wales                                         | 3 − 2                                                     | WK-kwalificatie                                           |
| 16                                                        | 06.10.2001                                                | Cardiff                                                   | Wales – Wit-Rusland                                       | 1 − 0                                                     | WK-kwalificatie                                           |
| 17                                                        | 13.02.2002                                                | Cardiff                                                   | Wales – Argentinië                                        | 1 − 1                                                     | Oefeninterland                                            |
| 18                                                        | 27.03.2002                                                | Cardiff                                                   | Wales – Tsjechië                                          | 0 − 0                                                     | Oefeninterland                                            |
| 19                                                        | 14.05.2002                                                | Cardiff                                                   | Wales – Duitsland                                         | 1 − 0                                                     | Oefeninterland                                            |
| 20                                                        | 21.08.2002                                                | Varaždín                                                  | Kroatië – Wales                                           | 1 − 1                                                     | Oefeninterland                                            |
| 21                                                        | 07.09.2002                                                | Helsinki                                                  | Finland – Wales                                           | 0 − 2                                                     | EK-kwalificatie                                           |
| 22                                                        | 16.10.2002                                                | Cardiff                                                   | Wales – Italië                                            | 2 − 1                                                     | EK-kwalificatie                                           |
| 23                                                        | 20.11.2002                                                | Bakoe                                                     | Azerbeidzjan – Wales                                      | 0 − 2                                                     | EK-kwalificatie                                           |
| 24                                                        | 12.02.2003                                                | Cardiff                                                   | Wales – Bosnië en Herzegovina                             | 2 − 2                                                     | Oefeninterland                                            |
| 25                                                        | 29.03.2003                                                | Cardiff                                                   | Wales – Azerbeidzjan                                      | 4 − 0                                                     | EK-kwalificatie                                           |
| 26                                                        | 26.05.2003                                                | San José                                                  | Verenigde Staten – Wales                                  | 2 − 0                                                     | Oefeninterland                                            |
| 27                                                        | 20.08.2003                                                | Belgrado                                                  | Servië en Montenegro – Wales                              | 1 − 0                                                     | EK-kwalificatie                                           |
| 28                                                        | 06.09.2003                                                | Milaan                                                    | Italië – Wales                                            | 4 − 0                                                     | EK-kwalificatie                                           |
| 29                                                        | 10.09.2003                                                | Cardiff                                                   | Wales – Finland                                           | 1 − 1                                                     | EK-kwalificatie                                           |
| 30                                                        | 11.10.2003                                                | Cardiff                                                   | Wales – Servië en Montenegro                              | 2 − 3                                                     | EK-kwalificatie                                           |
| 31                                                        | 15.11.2003                                                | Moskou                                                    | Rusland – Wales                                           | 0 − 0                                                     | EK-kwalificatie                                           |
| 32                                                        | 19.11.2003                                                | Cardiff                                                   | Wales – Rusland                                           | 0 − 1                                                     | EK-kwalificatie                                           |
| 33                                                        | 18.02.2004                                                | Cardiff                                                   | Wales – Schotland                                         | 4 − 0                                                     | Oefeninterland                                            |
| 34                                                        | 31.03.2004                                                | Boedapest                                                 | Hongarije – Wales                                         | 1 − 2                                                     | Oefeninterland                                            |
| 35                                                        | 27.05.2004                                                | Oslo                                                      | Noorwegen – Wales                                         | 0 − 0                                                     | Oefeninterland                                            |
| 36                                                        | 30.05.2004                                                | Wrexham                                                   | Wales – Canada                                            | 1 − 0                                                     | Oefeninterland                                            |
| 37                                                        | 18.08.2004                                                | Rīga                                                      | Letland – Wales                                           | 0 − 2                                                     | Oefeninterland                                            |
| 38                                                        | 04.09.2004                                                | Bakoe                                                     | Azerbeidzjan – Wales                                      | 1 − 1                                                     | WK-kwalificatie                                           |
| 39                                                        | 08.09.2004                                                | Cardiff                                                   | Wales – Noord-Ierland                                     | 2 − 2                                                     | WK-kwalificatie                                           |
| 40                                                        | 09.10.2004                                                | Manchester                                                | Engeland – Wales                                          | 2 − 0                                                     | WK-kwalificatie                                           |
| 41                                                        | 13.10.2004                                                | Cardiff                                                   | Wales – Polen                                             | 2 − 3                                                     | WK-kwalificatie                                           |

#### Stoke City
Halverwege het seizoen 2017/18 kreeg Hughes zijn ontslag bij Stoke City. Directe aanleiding was de nederlaag in de FA Cup bij Coventry City (2-1), de nummer drie van Football League Two, het vierde niveau, op zaterdag 6 januari 2018. De oud-aanvaller verloor zes van de laatste acht wedstrijden met Stoke, dat in de Premier League was afgezakt naar de achttiende plaats en daarmee in degradatienood verkeerde. Hughes was sinds de zomer van 2013 hoofdtrainer van The Potters. Onder leiding van Hughes eindigde Stoke City drie jaar op rij op de negende plek in de Premier League. Hughes was de zevende trainer die in het seizoen 2017/18 werd ontslagen in de Engelse topcompetitie. Ruim een week later werd hij opgevolgd door Paul Lambert.

### Southampton
Op 14 maart 2018 werd Hughes aangesteld als opvolger van de ontslagen Mauricio Pellegrino bij Southampton. De oud-speler van The Saints tekende een contract tot het eind van het seizoen. Southampton, onder trainer-coach Ronald Koeman (2014-2016) nog een subtopper, bezette op het moment van zijn komst de zeventiende plaats in de Premier League, één plek boven de degradatiezone. Southampton zette Hughes op 3 december 2018 op de keien wegens tegenvallende resultaten. Ralph Hasenhüttl werd zijn opvolger.